# Слобода-Романівська
Слобода-Романівська — село в Україні, у Брониківській сільській територіальній громаді Звягельського району Житомирської області. Населення становить 586 осіб (2001).

## Географія
Селом протікає річка Лужа, права притока Тні.
На західній околиці села бере початок річка Мазурочка, права притока Лужа.

## Історія
У 1923—25 роках — адміністративний центр Слободо-Романівської сільської ради Новоград-Волинського району

## Відомі люди
- Литвин Володимир Михайлович (нар. 1956) — український політик, колишній голова Верховної Ради України.
- Литвин Микола Михайлович (нар. 1961) — генерал армії України, голова Державної прикордонної служби України.
- Литвин Петро Михайлович (нар. 1967) — український воєначальник, генерал-лейтенант.